# Főemlősök
A főemlősök (Primates) az emlősök (Mammalia) méhlepényes emlősök (Eutheria) alosztályának egyik rendje 183 fajjal. Két alrendje az orrtükör nélküliek (Haplorrhini) és az orrtükrösök (Strepsirrhini). Előbbibe tartoznak a majmok (ezen belül az emberszerűek), valamint a félmajmok egy része (koboldmaki-alkatúak), utóbbiba pedig a félmajmok többi csoportja.

## Megjelenésük, felépítésük
Alkatuk és méretük rendkívül változatos. Utóbbi két szélsősége a mindössze 60 g-os egérmaki, illetve a 160 kg-ot is elérő gorilla (Csányi, 1999).
Az emlősök főbb jellegzetességein (állandó testhőmérséklet, a petesejt az anya szervezetén belül termékenyül meg és fejlődik, az utódokat születésük után a nőstény anyatejjel táplálja, felnőttkori képességeik jelentős részét tanulás útján szerzik meg) túl számos sajátos jegyük is van bár, ám ezek korántsem csak náluk alakultak ki. Valójában a főemlősöknek egyetlen, csak rájuk jellemző tulajdonsága sincs. Előfordulhat, hogy egyik-másik főemlősfajra valamely jelleg nem kifejezetten jellemző, de a fejlettebbekre általában igaz, hogy őket, mint kevéssé specializált fajokat markánsan jellemzi az alábbi jegyek együttese:
- Végtagjaikon öt, nagymértékben mozgatható, sugarasan elrendezett ujj nő. Az öt, többé-kevésbé jól mozgatható ujj az ősi emlősök jellegzetessége: ma már általában csak a ragadozóknál és néhány erszényesnél (például koala) fordul elő.
- Az egyik ujj szembefordítható (opponálható) a többivel. Ez az embernél már csak a mellső végtagokra (a kezekre) igaz: a láb ilyen jellege a két lábon járás kialakulásával eltűnt. Az erszényes koalák öt ujja közül kettő fordítható szembe a többi hárommal (fán élő állatok).
- Az ujjak végén köröm van, az ujjvégeken pedig érzőidegek sokasága. Ezáltal lehetővé vált a tárgyak finomabb manipulációja. Néhány fajnak a félmajmok közül karma is van.
- Szemeik előre néznek. Előrenéző szemekkel még a ragadozók rendelkeznek (például a macska). Az előre néző szemek tették lehetővé a térlátás kialakulását. A növényevők szemei általában a fej oldalán helyezkednek el, hogy nagyobb teret lássanak be.
- A látásnak nőtt, a szaglásnak csökkent a jelentősége. Ez a legtöbb emlősnél pont fordítva van: az ő életükben nagyon nagy szerepe van a szagjeleknek.
- Az arcorruk sokkal rövidebb lett. Összefüggésben van a szaglás jelentőségének csökkenésével.
- Csökkent a fogak száma.
- A testmérethez viszonyított agyméretük nőtt.

## Életmódjuk, élőhelyük
Többségük trópusi vagy szubtrópusi éghajlaton él, többnyire sűrű erdőben. A ritka kivételek egyike a Himalájában 4000 m felett élő barlangi makákó (aminek a hóban hagyott nyomait sokan jetilábnyomoknak vélik).
Táplálékuk rendkívül változatos: főleg gyümölcsök, rügyek, levelek, magvak, rovarok – egyes fajaik, így a páviánok és a csimpánzok szívesen esznek húst is (Csányi, 1999).

## A főemlősök kialakulása
A főemlősök korai evolúciójáról való ismereteink régészeti leleteken alapulnak, amelyek azonban az időben visszafelé haladva egyre töredékesebbek, így ennek megfelelően az ismereteink is meglehetősen hézagosak a régebbi időkből.
Az első főemlősök feltehetően már a kréta korszakban jelen voltak, vagyis a dinoszauruszokkal egy időben éltek. Fejlődésük a dinoszauruszok kréta végén bekövetkezett kihalása után gyorsult fel: a majmok és a félmajmok ága feltehetően a krétát követő paleocénben vált el. E kor főemlősei csak a fogaik alapján ismertek („dentilis primáták”), ezért besorolásuk nagyon bizonytalan, sok kutató szerint nem is valódi főemlősök, hanem csak közel állnak azokhoz, úgyhogy a mai főemlősök nem is tőlük származnak. Főemlős voltukra fogaik alakjából következtetnek: azok ugyanis már eltérnek a rovarevők fogaitól.
A főemlősök megjelenésére vonatkozó elméletek:

### Arboreális elmélet
Az arboreális elméletet G. E. Smith (1912) és F. W. Jones (1916) angol anatómusok alkották meg. Elméletük szerint a főemlősök fentebb felsorolt jellegzetes tulajdonságainak nagyobbik része az erdei életmódhoz való alkalmazkodás hatására alakult ki. Például az előre tekintő szemek a jobb térlátást, a tapintás ill. a fogó karok és lábak pedig a fákon való könnyebb mozgást szolgálták. Az elmélet szerint azért csökkent a szaglás fontossága, mert egyrészt rövidebb lett az arckoponya, másrészt pedig megnövekedett a szem jelentősége, ezáltal a szaglás számára kisebb agyi részek jutottak.
Smith és Jones elmélete az 1970-es évek elejéig tartotta magát. Ekkor M. Cartmill kimutatta, hogy az emlősök többi rendjében is találhatók erdei életmódot folytató fajok, de közülük egy fajon sem mutathatók ki a főemlősök jellegzetes vonásai.

### Vizuális ragadozó elmélet
Az arboreális elmélet hiányosságainak magyarázatára Cartmill 1972-ben megalkotta a vizuális ragadozó elméletet. Cartmill szerint a főemlősök fenti jellegei a trópusi őserdők fáinak alsóbb ágain folytatott, éjszakai rovarevő életmód esetén alakultak ki. A szaglóképesség pedig azért csökkent, mert a szemek közelebb kerültek egymáshoz. Cartmill elméletét megerősíti, hogy a kainozoikum elejéről ismert hat főemlős család közül négyben a fajok fogai hasonlítanak a ma élő, szintén rovarevő koboldmakifélék fogaihoz.

### Ökológiai elmélet
Az ökológiai elméletet R. Sussman alkotta meg 1990-ben. Elmélete szerint a korai főemlősök mindenevő erdei állatok voltak és fejlődésük, differenciálódásuk egybeesik a zárvatermők fejlődésével, amelyek virágai, termései új táplálékfajtákat jelentettek nekik. Sussman szerint voltaképpen ez váltotta ki a látás és a kezek mozgásának finomabbá válását. Az elmélet ellen szól, hogy a zárvatermők fejlődése a krétában indult el és a paleocénből származó főemlősöknél még nem tapasztalható a szemek tengelyének párhuzamossága.

## A főemlősök fejlődése
A főemlősöktől származó legrégebbi maradványok a kréta végéről származnak (kb. 70 millió évvel ezelőtt): ezek a pleziadapis-alkatúak (Plesiadapiformes) közé tartozó félmajmok fogai. Főemlős voltukra az utal, hogy fogaik száma kevesebb mint a rovarevőké, és őrlőfogaik nem hegyesek, csúcsosak, hanem legömbölyítettek (gumósak). Rovarokkal és növényi részekkel (levelekkel, gyümölcsökkel) táplálkoztak. A kainozoikum elején, a paleocénben (65-56 millió évvel ezelőtt) a kontinensek helyzete nagyban eltért a maitól és az északi félteke éghajlata melegebb és csapadékosabb volt a mainál, így az akkori primáták gyakorlatilag minden földrészen jelen voltak, legtöbb fajuk azonban a paleocén során kihalt, csak az észak-amerikai változataik érték meg az eocént.
Az eocén korszakban (56-34 millió évvel ezelőtt) jelentek meg a makialkatúak (Lemuriformes) az Adapinae alcsaláddal Európában és a Notharctinae alcsaláddal Észak-Amerikában. Náluk jelent meg a többi ujjal szembefordítható (opponálható) hüvelyk- ill. nagyujj. A mai lemurokra hasonlítottak. Az oligocén elején (34 millió évvel ezelőtt) erős lehűlés következett be, így az európai és észak-amerikai főemlősök kihaltak.
Egyiptomi oligocén rétegekben (El Fayum mélyföld) találták meg az ősi lórialkatú (Lorisiformes) és koboldmaki-alkatú (Tarsiiformes) félmajmok maradványait, valamint a majomalkatúak (Simiiformes) első képviselőit: a Parapithecidae család tagjai feltehetően a cerkófszerűek (Cercopithecoidea) ősei, a Propliopithecidae család fajai pedig az emberszerűek (Hominoidea) ősei lehettek. Ezek a fajok meleg égövi erdőkben éltek. Egy jellegzetes nemük (Aegyptopithecus) tömege mintegy 7 kg, agytérfogata pedig 30 ml volt. Az első dél-amerikai főemlősleletek is az oligocénből származnak: mivel ekkoriban Észak-Amerikában már nem éltek primáták ezért kérdéses, hogy milyen módon kerültek oda.

### Emberszerűek
A miocén során (23-5 millió évvel ezelőtt) Földünk éghajlata szárazabbá vált, Afrikában összezsugorodtak az őserdők, ami nagy evolúciós nyomásnak tette ki az első emberszerűeket: az eddig főleg gyümölcsökkel és levelekkel táplálkozó fajok kénytelenek voltak áttérni a keményebb növényi termésekre. Ennek során Kelet-Afrikában számos nemük alakult ki (Proconsul, Morotopithecus, Rangwapithecus, Nyanzapithecus, Afropithecus, Turkanopithecus). Az ekkoriban élt Proconsul africanus testtömege kb. 11 kg, agytérfogata pedig 167 ml lehetett.
A miocén közepén (Afrika és Ázsia összekapcsolódásával, mintegy 15 millió éve) vált lehetővé, hogy az emberszerűek (az Arab-félszigeten keresztül) elhagyják Afrikát. Az első nagy testű emberszabású majmok, a Griphopithecus-ok a középső miocénben jelentek meg Európában. Valamivel később, mintegy 10-15 millió évvel ezelőtt éltek a hominidák (Hominidae) első európai képviselői, a Dryopithecus-ok. Leggazdagabb emlékeik a híres magyarországi leletek Rudabánya környékéről, a Dryopithecus brancoi csontjai (korábban Rudapithecus hungaricus és Bodvapithecus altipalatus néven). A felnőtt egyedek testtömege 18–24 kg között lehetett, a mai csimpánzoknál valamivel kisebbek voltak. Agytérfogatuk 300 ml lehetett. Nagyméretű szemfogaik megerősítették a korábbi feltételezéseket, miszerint nagy nemi dimorfizmus jellemezte őket. Csontozatukból arra következtetnek, hogy elsősorban a fákon függeszkedve töltötték idejüket.
A középső miocén nagyon fontos volt az emberszerűek fejlődésében. Mintegy 15 millió ezelőtt Afrikát kelettől nyugatig összefüggő erdőségek borították. A kéregváltozások eredményeképpen azonban mintegy 12 millió éve létrejött Kelet-Afrikában az észak-déli irányban végighúzódó árokrendszer, a Nagy-hasadékvölgy (Great Rift Valley), amely elzárta Kelet-Afrikát a nedves légtömegek elől, így ott a korábbi összefüggő erdőségek széttöredeztek: erdőfoltokból, ligetes és cserjés területekből álló területek alakultak ki, azonban a nyílt füves térségek még nem voltak jellemezőek a vidékre. A hasadékvölgy kialakulása kettős következménnyel járt: egyrészt állatpopulációkat választott ketté; másrészt pedig változatosabb ökológiai viszonyokat hozott létre (hűvösebb, erdős fennsíkok ill. forró, száraz alföldek), amelyek köztudottan az evolúció gyorsítói.
Yves Coppens francia antropológus szerint a Nagy-hasadékvölgy meghatározó szerepet játszott az emberszerűek további fejlődésében: a nyugati (csapadékosabb, erdei környezetben élő) populációk leszármazottai a mai csimpánzok; míg a keleti (szárazabb, nyíltabb területeken elő) populációkból fejlődött ki a mai ember leszármazási vonala. Az események ezen feltételezett láncolatát nevezte Coppens „East Side Story”-nak. Az elképzeléssel összhangban vannak a tények is: mivel korai emberelődök maradványait eddig csak Kelet-Afrikában találták meg.
Az első, két lábon járó korai emberelődök (Hominina) a késő miocén idején (mintegy 5-10 millió éve) jelenhettek meg Kelet-Afrikában (több fajról lehet szó!) és kb. olyanformán élhettek, mint a mai szavannai páviánok. Erről az időszakról csak egy biztosat lehet mondani: a teljes bizonytalanságot. Nem találtak ugyanis 4 millió évesnél idősebb emberelődöktől származó fosszíliákat. Erre az időszakra vonatkozik egy érdekes elmélet a korai emberelődök valószínűsíthető vízi életmódjáról. (Lásd: Vízimajom-elmélet!)
A Hominina öregnem első ismert képviselője a pliocénben, mintegy 4 millió évvel ezelőtt megjelenő Australopithecus volt (Australopithecina, „majomemberek”). Fajai még számos majomszerű vonással rendelkeztek. Belőlük fejlődött ki az ember (Homo nem). Egyes korai emberfajokból a Homo erectus-on (előember) keresztül alakult ki a Homo sapiens (mai ember).
Fontos megjegyezni, hogy a leletekből leírt (megtalált és beazonosított) fajok száma az elméletileg várható fajszámnak csak néhány százaléka: tehát minden időben sokkal több főemlős faj élt, mint amiről tudomásunk van!

## Az ember és néhány emberszabású közötti evolúciós távolság
A molekuláris biológiai vizsgálatok azon túl, hogy megerősítették a főemlősök korábban megállapított rokonsági fokait, lehetővé tették annak megbecslését, hogy az egyes fajok közös ősei mikor élhettek. Ennek alapja az ún. „molekuláris óra”. Az elgondolást E. Zuckerkandl és L. Pauling írta le 1962-ben. Alapja az a feltételezés, hogy a fehérjék változása az evolúció során az időben közel egyenletes. Ha tehát ismerjük két faj valamely fehérjemolekulái között különbséget és a változás mértékét, akkor ezekből meghatározható az elválás hozzávetőleges időpontja. A pontosabb eredmények miatt több fehérjét és a DNS-t is szokták vizsgálni.
A legújabb eredmények alapján:
- az orangután ősei (Ponginae) kb. 16-13 millió évvel válhattak el a többi hominidától (Homininae);
- a gorillák ősei (Gorillini) kb. 10-8 millió évvel ezelőtt különülhettek el az ember és a csimpánz közös elődeitől (Hominini);
- a csimpánzok ősei (Panina) kb. 7-6 millió évvel ezelőtt válhattak szét az emberféléktől (Hominina);
- a csimpánzok és a bonobók (törpecsimpánzok) ősei mintegy 3-2,5 millió évvel ezelőtt válhattak külön.

## A főemlősök osztályozása
Bár az ókori görög és római tudósok nem sok majomfajt ismertek, azt már ők is észrevették, hogy a majmok nagyon hasonlítanak az emberre. A főemlősök osztályozása először Arisztotelésznél jelent meg, aki a majmokat farokkal rendelkezőkre és farok nélküliekre osztotta. Az első tudományos igényű osztályozás a híres Karl Linné svéd tudósé (1758). A Linné kora óta eltelt időben az ismeretek bővülésével egyre több, részletesebb osztályozás jelent meg, ezek azonban nem feltétlenül hasonlítottak egymásra.
A ma használatos legelterjedtebb osztályozások G. G. Simpson 1945-ben megalkotott rendszerén alapulva elsősorban a morfológiai jellegekre építenek. A tudomány fejlődésével azonban új lehetőségek jelentek meg az osztályozás finomítására (például molekuláris biológia).
A főemlősök rendjének alábbi osztályozása Simpson rendszerét követi, ahogy azt Simons (1972) és Martin (1990) módosította:
A főemlősök (Primates) rendje
- Orrtükrösök (Strepsirrhini) alrendje[2]
  - Adapiformes alrendi ága
    - †Adapifélék (Adapidae) családja
      - Adapinae alcsalád
      - Notharctinae alcsalád

  - Chiromyiformes alrendága
    - Karmosmakifélék (Daubentoniidae) családja

  - Makialkatúak (Lemuriformes) alrendi ága
    - Cheirogaleoidea öregcsalád
      - Törpemakifélék (Cheirogaleidae) család

    - Makiszerűek (Lemuroidea) öregcsaládja
      - Makifélék (Lemuridae) családja
      - Fürgemakifélék (Lepilemuridae) családja
      - Ugrómakifélék (Indridae) családja
      - †Megaladapifélék (Megaladapidae vagy Lepilemuridae) családja

  - Lajhármaki-alkatúak (Lorisiformes) alrendi ága
    - Lajhármakifélék (Loridae vagy Lorisidae) családja
    - Fülesmakifélék (Galagidae) családja
- Orrtükör nélküliek (Haplorrhini) alrendje
  - Koboldmaki-alkatúak (Tarsiiformes) alrendi ága
    - †Omomifélék (Omomyidae) családja
      - Omomyinae alcsalád
      - Microchoerinae alcsalád
      - Anaptomorphinae alcsalád

    - Koboldmakifélék (Tarsiidae) családja

  - Majomalkatúak (Simiiformes) alrendi ága
    - Szélesorrú vagy újvilági majmok (Platyrrhini) csoportja
      - Csuklyásmajomfélék (Cebidae) családja
        - Karmosmajmok (Callitrichinae) alcsaládja

      - Pókmajomfélék (Atelidae) családja
      - Sátánmajomfélék (Pithecidae) családja
      - Cebipithecinae alcsalád (kihalt)
      - Éjimajomfélék (Aotidae) családja

    - Keskenyorrú majmok vagy óvilági majmok (Catarrhini) csoportja
      - †Parapithecoidea öregcsalád
        - Parapithecidae család
        - Eosimiidae család

      - Cerkófszerűek (Cercopithecoidea) öregcsaládja
        - †Victoriapithecidae család
        - Cerkóffélék (Cercopithecidae) családja
          - Cerkófmajomformák (Cercopithecinae) alcsaládja
          - Karcsúmajmok (Colobinae) alcsaládja
          - †Parapithecinae alcsalád

      - †Propliopithecoidea öregcsalád
        - Propliopithecidae család
        - Pliopithecidae család

      - Emberszerűek (Hominoidea) öregcsaládja
        - †Proconsulidae család
        - †Oreopithecidae család
        - †Griphopithecidae család
        - Gibbonfélék (Hylobatidae) családja
          - †Pliopithecinae alcsalád
          - Hylobatine alcsalád

        - Emberfélék (Hominidae) családja
          - †Dryopithecinae alcsalád
          - Ponginae alcsalád
          - Homininae alcsalád